# Río Maipo
De Río Maipo is een rivier in centraal Chili. De rivier vindt zijn oorsprong bij de vulkaan Maipo op de grens met Argentinië. Vanuit de Andes stroomt het water westwaarts via de Región Metropolitana de Santiago en  Valparaíso naar de Grote Oceaan. De rivier is een belangrijke bron van water voor de drinkwatervoorziening en de irrigatie.
Vanuit de bergen van de Andes ontvangt de rivier haar water van drie zijrivieren, Volcán, Yeso en Colorado. Na de bergen stroomt de rivier door de Maipo vallei. De vallei is een belangrijk gebied voor de wijnbouw. In de vallei heerst een mediterraan klimaat met een lange droge zomer. Na 250 kilometer stroomt het water van de rivier in de Grote Oceaan. 
De rivier wordt gevoed met smeltwater uit de bergen en de neerslag in het gebied. De natte periode ligt tussen mei en september met de meeste neerslag in juni en juli. De rivier levert ongeveer 70% van het benodigde drinkwater in het gebied en ook zo’n 90% van het water voor de irrigatiedoeleinden. In de rivier staan ook waterkrachtcentrales voor de opwekking van elektriciteit.
- Virtual International Authority File: 315162667